# UEFAチャンピオンズリーグ 2021-22 決勝
UEFAチャンピオンズリーグ 2021-22 決勝は、UEFAチャンピオンズリーグ 2021-22の決勝戦であり、67回目のUEFAチャンピオンズリーグの決勝戦である。2022年5月28日にフランス・サン＝ドニのスタッド・ド・フランスで行われ、レアル・マドリードが4年ぶり14回目の優勝を果たした。
レアル・マドリードはUEFAヨーロッパリーグ 2021-22王者と対戦する2022 UEFAスーパーカップの出場権の他、UEFAサッカー連盟を代表して、2023年2月にモロッコで開催されるFIFAクラブワールドカップ2022と、2025年6月から7月にアメリカ合衆国で開催されるFIFAクラブワールドカップ2025の出場権を獲得した。

## 試合前

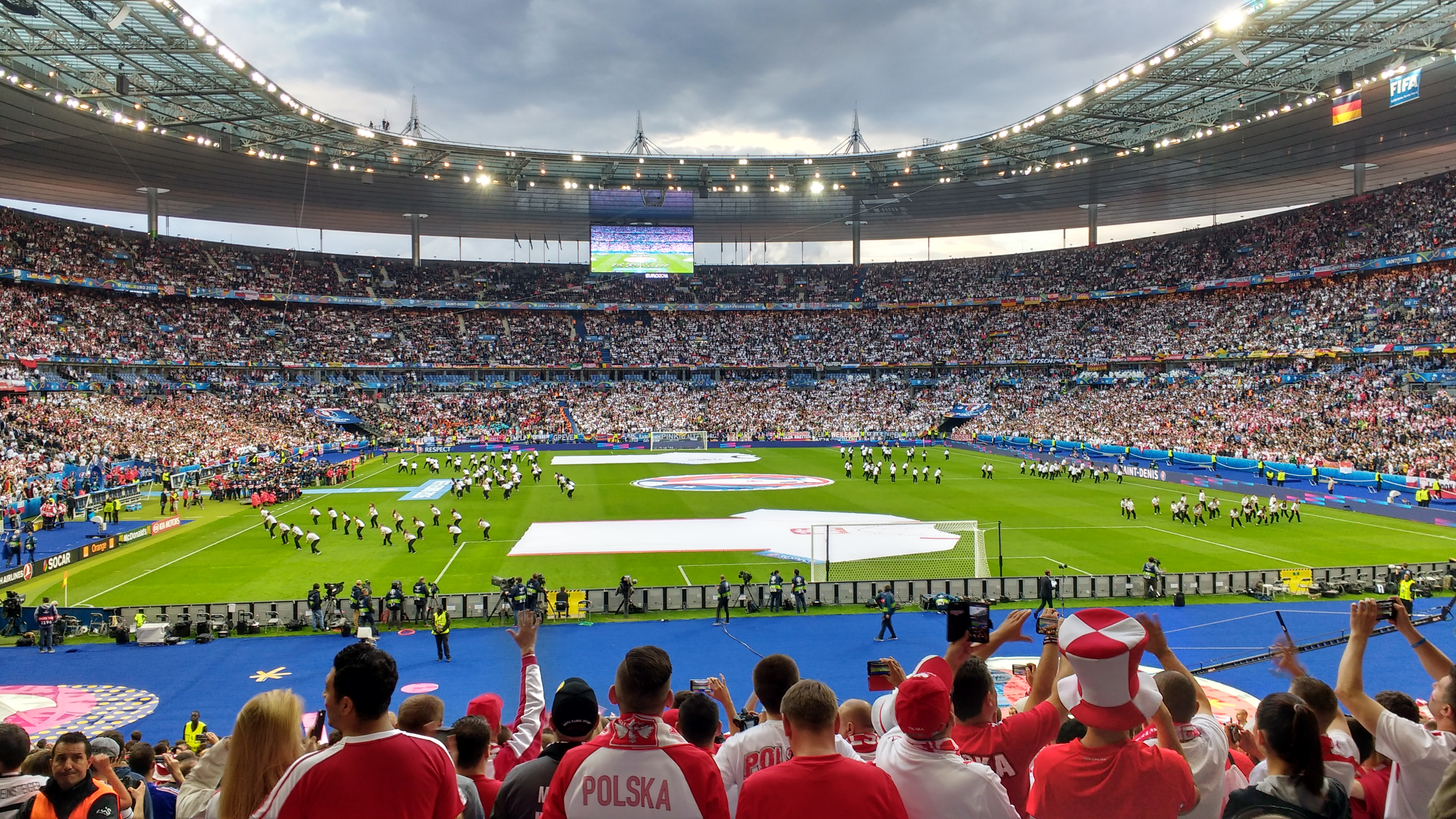
決勝戦が行われたスタッド・ド・フランス

2チームの対戦は前身のチャンピオンズカップも含めると1981年、2018年に続く3度目となり、これは史上最多となった。
リヴァプールは5回目、前身のヨーロピアン・カップを含めると10回目の決勝進出。直近では2019年が最後であり、この時はトッテナム・ホットスパーを2-0で下して優勝した。これを含めてチャンピオンズカップ・チャンピオンズリーグは6度優勝を果たしており、これはイングランドのクラブとして最多である。またUEFAカップで3度優勝経験がある。ユルゲン・クロップ監督は通算4度目の決勝進出で、これは相手のカルロ・アンチェロッティ監督に次ぐ2番目の記録である。直近では優勝した2019年が最後となるが、過去3回のうち優勝はその1回のみである。
レアル・マドリードは8回目、前身のチャンピオンズカップを含めると17回目の決勝進出となった。前述の2018年が最後の決勝進出であり、この時は3-1で勝利して大会3連覇を達成している。過去16度の決勝進出で13回の優勝を達成しており、決勝進出回数・優勝回数共に欧州最多記録を保持している。監督のアンチェロッティは史上最多となる5度目の決勝進出。過去4回のうち3回優勝しており、これも最多タイ記録。直近では2014年が最後で、この時もレアル・マドリードを率いておりクラブを10度目の優勝に導いている。
両者の対戦成績はレアル・マドリードの4勝1分3敗。直近では昨シーズンの準々決勝で対戦しており、この時はレアル・マドリードがホームで3-1、アウェイで0-0として2戦合計3-1で勝ち抜けを決めている。なお決勝での対戦では2試合で互いに1勝1敗という成績である。
当初、決勝戦はロシア・サンクトペテルブルクのクレストフスキー・スタジアムで開催される予定であったが、ロシアのウクライナ侵攻を受け、開催地を変更した。

## 決勝戦までの道のり
註: 以下のすべての結果は、決勝戦進出2クラブの得点を前に表示している。
| チーム                   | 試 | 勝 | 分 | 敗 | 得 | 失 | 差  | 点 |
| ------------------------ | -- | -- | -- | -- | -- | -- | --- | -- |
| リヴァプール             | 6  | ６ | 0  | 0  | 17 | 6  | +11 | 18 |
| アトレティコ・マドリード | 6  | 2  | 1  | 3  | 7  | 8  | -1  | 7  |
| ポルト                   | 6  | 1  | 2  | 3  | 4  | 11 | -7  | 5  |
| ミラン                   | 6  | 1  | 1  | 4  | 6  | 9  | -3  | 4  |

| チーム                 | 試 | 勝 | 分 | 敗 | 得 | 失 | 差  | 点 |
| ---------------------- | -- | -- | -- | -- | -- | -- | --- | -- |
| レアル・マドリード     | 6  | 5  | 0  | 1  | 14 | 3  | +11 | 15 |
| インテル               | 6  | 3  | 1  | 2  | 8  | 5  | +3  | 10 |
| シェリフ・ティラスポリ | 6  | 2  | 1  | 3  | 7  | 11 | -4  | 7  |
| シャフタール・ドネツク | 6  | 0  | 2  | 4  | 2  | 12 | -10 | 2  |

## 試合

### 概要
| 2022年5月28日 21:36 |

| リヴァプール | 0 - 1    | レアル・マドリード |
|              | レポート | ヴィニシウス 59分  |

| スタッド・ド・フランス, フランス・サン＝ドニ 観客数: 75,000人 主審: クレマン・トゥルパン |

| Liverpool | Real Madrid |

| GK                 | 1  | アリソン                                 |      |      |
| RB                 | 66 | トレント・アレクサンダー＝アーノルド     |      |      |
| CB                 | 5  | イブラヒマ・コナテ                       |      |      |
| CB                 | 4  | フィルジル・ファン・ダイク               |      |      |
| LB                 | 26 | アンドリュー・ロバートソン               |      |      |
| CM                 | 14 | ジョーダン・ヘンダーソン                 |      | 77分 |
| CM                 | 3  | ファビーニョ                             | 62分 |      |
| CM                 | 6  | ティアゴ・アルカンタラ                   |      | 77分 |
| RF                 | 11 | モハメド・サラー                         |      |      |
| CF                 | 10 | サディオ・マネ                           |      |      |
| LF                 | 23 | ルイス・ディアス                         |      | 65分 |
| ベンチメンバー:    |    |                                          |      |      |
| GK                 | 62 | クィービーン・ケレハー                   |      |      |
| DF                 | 12 | ジョー・ゴメス                           |      |      |
| DF                 | 21 | コスタス・ツィミカス                     |      |      |
| DF                 | 32 | ジョエル・マティプ                       |      |      |
| MF                 | 7  | ジェームス・ミルナー                     |      |      |
| MF                 | 8  | ナビ・ケイタ                             |      | 77分 |
| MF                 | 15 | アレックス・オックスレイド＝チェンバレン |      |      |
| MF                 | 17 | カーティス・ジョーンズ                   |      |      |
| MF                 | 67 | ハーヴェイ・エリオット                   |      |      |
| FW                 | 9  | ロベルト・フィルミーノ                   |      | 77分 |
| FW                 | 18 | 南野拓実                                 |      |      |
| FW                 | 20 | ディオゴ・ジョッタ                       |      | 65分 |
| 監督:              |    |                                          |      |      |
| ユルゲン・クロップ |    |                                          |      |      |

| GK                       | 1  | ティボ・クルトゥワ         |  |        |
| RB                       | 2  | ダニ・カルバハル           |  |        |
| CB                       | 3  | エデル・ミリトン           |  |        |
| CB                       | 4  | ダヴィド・アラバ           |  |        |
| LB                       | 23 | フェルラン・メンディ       |  |        |
| CM                       | 10 | ルカ・モドリッチ           |  | 90分   |
| CM                       | 14 | カゼミーロ                 |  |        |
| CM                       | 8  | トニ・クロース             |  |        |
| RF                       | 15 | フェデリコ・バルベルデ     |  | 86分   |
| CF                       | 9  | カリム・ベンゼマ           |  |        |
| LF                       | 20 | ヴィニシウス・ジュニオール |  | 90+3分 |
| ベンチメンバー:          |    |                            |  |        |
| GK                       | 13 | アンドリー・ルニン         |  |        |
| DF                       | 6  | ナチョ・フェルナンデス     |  |        |
| DF                       | 12 | マルセロ                   |  |        |
| MF                       | 17 | ルーカス・バスケス         |  |        |
| MF                       | 19 | ダニ・セバージョス         |  | 90分   |
| MF                       | 22 | イスコ                     |  |        |
| MF                       | 25 | エドゥアルド・カマヴィンガ |  | 86分   |
| FW                       | 7  | エデン・アザール           |  |        |
| FW                       | 11 | マルコ・アセンシオ         |  |        |
| FW                       | 18 | ガレス・ベイル             |  |        |
| FW                       | 21 | ロドリゴ                   |  | 90+3分 |
| FW                       | 24 | マリアーノ・ディアス       |  |        |
| 監督:                    |    |                            |  |        |
| カルロ・アンチェロッティ |    |                            |  |        |

| Man of the Match: ティボ・クルトゥワ 副審: ニコラ・ダノ シリル・グランゴール 第４審判: ブノワ・バスティアン VAR: ジェローム・ブリザール AVAR: ウィリ・ドゥラジョ マッシミリアーノ・イッラーティ フィリッポ・メーリ | 試合ルール - 試合時間は90分。 - 90分終了後同点の場合、30分の延長戦が行われる。 - 120分終了後同点の場合、PK戦で勝敗が決定される。 - 控えは12名。 - 最大5人まで交代可能。延長戦においては追加の6人目の交代が可能 |

#### 前半
16分、リヴァプールは右サイド深くへのロングフィードをジョーダン・ヘンダーソンが頭で折り返し、後方からサポートしてきたトレント・アレクサンダー＝アーノルドがグラウンダーのクロスを供給。サラーが合わせたがGKティボ・クルトゥワにセーブされた。 21分にはティアゴ・アルカンタラからスルーパスを受けたサディオ・マネ がエリア内でシュートを放つも、GKクルトゥワが右手で弾いたボールは左ポストに阻まれた。34分にもアレクサンダー＝アーノルドのクロスをサラーが頭で合わせるが、これもクルトゥワが抑えた 。
レアル・マドリードは43分、ダヴィド・アラバのロングフィードをカリム・ベンゼマがエリア内で収めると、中央のフェデリコ・バルベルデを狙って折り返し。このボールはリヴァプール守備陣の対応に遭い混戦となるが、こぼれ球を再度拾ったベンゼマが左足でゴールネットを揺らした。しかしこれはこぼれ球を拾ったベンゼマのオフサイドとなりゴールは認められなかった。前半は0-0で折り返した。

#### 後半
両チームともハーフタイムの選手交代はなし。
後半も立ち上がりからリヴァプールが試合を支配し、ゴール前の見せ場を次々に創出する展開が続く。しかし59分、右サイドでボールを運んだバルベルデがグラウンダーのクロスを入れると、逆サイドのヴィニシウスがワンタッチで押し込み、レアル・マドリードが先制に成功した。
攻勢を続けるリヴァプールは64分、サラーがカットインから左足でシュートを放つもGKクルトゥワが横っ飛びでセーブ。65分にはディオゴ・ジョッタを投入すると、69分にはそのジョッタの折り返しをサラーが詰めにいくも、これもクルトゥワが防いだ。
リヴァプールはさらにナビ・ケイタとロベルト・フィルミーノを投入して攻撃の厚みを増すと80分、サラーとフィルミーノの絡みからジョッタ、82分にもファビーニョのパスに反応してエリア右を抜け出したサラーがシュートを放つが、両者ともクルトゥワの好セーブに阻まれた。終盤にエドゥアルド・カマヴィンガ、ダニ・セバージョス、ロドリゴを投入したレアル・マドリードの牙城を破ることはできず、タイムアップ。レアル・マドリードがリヴァプールを1-0で下し、14度目の優勝を達成した。

## 試合後
- マン・オブ・ザ・マッチには大会記録となる1試合9セーブを記録しリヴァプールを完封したレアル・マドリードGKティボ・クルトゥワが選ばれた。GKの受賞は2008年のエトヴィン・ファン・デル・サール以来14年ぶりで、21世紀では2001年のオリバー・カーンを含めて3人目。またベルギー人が選ばれるのは21世紀では初めてである[17]。
- レアル・マドリードはリーグタイトルとの2冠となった。これにより、アヤックスが来シーズンのグループリーグ抽選においてポッド１に加わることが決定した。
- レアル・マドリード監督カルロ・アンチェロッティは史上初めて大会を4度制覇した監督となった。過去は2003年、2007年(ACミラン)、2014年(レアル・マドリード)に優勝経験を持つ。
- レアル・マドリードは直近9年で5度の優勝(2014年・2016~18年・2022年)となった。ダニ・カルバハル、ルカ・モドリッチ、カゼミーロ、カリム・ベンゼマ 、ナチョ・フェルナンデス、マルセロ、イスコ、ガレス・ベイルの8名は、この期間全て同クラブに在籍していたため、CL優勝回数が現役選手では最多タイとなる5回となった。また2015年から在籍するトニ・クロースは2013年にバイエルン・ミュンヘンでCLを制覇しており、こちらも優勝回数5回となった。この他にCL優勝を5度経験している現役選手はクリスティアーノ・ロナウド[18]のみである。
- レアル・マドリードMFルカ・モドリッチのCL優勝により、クロアチア人選手が10年連続でCL優勝を達成した。過去10年の優勝者はマリオ・マンジュキッチ(2013年)・モドリッチ(2014,2016~18,2022年)・イヴァン・ラキティッチ(2015年)・マテオ・コヴァチッチ(2016~18,2021年)・デヤン・ロブレン(2019年)・イヴァン・ペリシッチ(2020年)

## その他
- 試合開始前、多数のリヴァプールサポーターがスタジアムに殺到し、試合開始30分前になっても観客の待機列が会場内に入れないトラブルが発生した[19]。この影響により、試合開始時間が36分遅延した[20]。トラブル発生の原因についてUEFAは「(入場ゲートを通過できない)偽チケットを購入してしまった多数のファンによってゲートが塞がれたため」と発表した[21]。偽チケットの流通は試合開始前に確認されており、クラブ側も購入してしまった場合は報告するよう要請していたが、把握が間に合わなかったものとみられる。購入したチケットが偽造であることを知ったサポーターの一部がフェンスをよじ登って会場に侵入しようとしたため、フランス警察が催涙スプレーを放射し追い返した[22]。